# Habenaria fargesii
Habenaria fargesii är en orkidéart som beskrevs av Achille Eugène Finet. Habenaria fargesii ingår i släktet Habenaria och familjen orkidéer. IUCN kategoriserar arten globalt som sårbar. Inga underarter finns listade i Catalogue of Life.